# IC 2246
IC 2246 — галактика типу NF (в процесі підтвердження) у сузір'ї Рак.
Цей об'єкт міститься в оригінальній редакції індексного каталогу.